# Peduceu
Peduceu (en llatí Peducaeus) era un cognomen romà que va aparèixer al darrer segle de la república. També es troba escrit Paeduceus. A les inscripcions trobem sempre Peducaeus, i aquesta és la forma que es considera correcta.
Personatges destacats amb aquest cognom van ser:
- Sext Peduceu (tribú), tribú de la plebs el 113 aC.
- Sext Peduceu (pretor), pretor probablement el 77 aC.
- Sext Peduceu (governador), governador de Sardenya i d'Hispània.
- Marc Peduceu Priscí, cònsol el 110.
- Marc Peduceu Estolga Priscí, cònsol el 114.